# Mellau
Mellau ist eine vom Tourismus geprägte Gemeinde in Österreich in Vorarlberg im Bezirk Bregenz mit 1270 Einwohnern (Stand 1. Jänner 2024).

## Geografie
Mellau liegt im Bregenzerwald, im Bezirk Bregenz, auf 688 Metern Höhe an der Bregenzer Ach. Der Mellauer Talkessel wird im Westen vom Dornbirner First und im Norden vom Gopfberg begrenzt. Im Süden liegen die Damülser Berge, die höchste Erhebung auf dem Gemeindegebiet ist der 2068 Meter hohe Hochblanken. Der bekannteste Berg von Mellau ist aber die Kanisfluh im Südosten, die sich an ihrer höchsten Erhebung, der Holenke, 2044 m ü. A. befindet. An diesem Punkt treffen die Gemeindegebiete von Mellau, Schnepfau und Au aufeinander. Mit einer Fläche von 40,55 km² zählt Mellau zu den größten Gemeinden des Bregenzerwaldes. 41,4 % dieser Fläche ist bewaldet, 35,9 % sind Alpen.

### Gemeindegliederung
Es existieren keine weiteren Katastralgemeinden in Mellau.

### Nachbargemeinden
Die Gemeinde Mellau teilt sich ihre Gemeindegrenze mit fünf anderen Vorarlberger Gemeinden. Davon befinden sich die vier Gemeinden Reuthe, Schnepfau, Au und Damüls ebenfalls im Bezirk Bregenz. Zudem grenzt Mellau mit dem verhältnismäßig längsten Teil seiner Gemeindegrenze an die Hauptstadt des Bezirks Dornbirn, die Stadt Dornbirn.
|               | Reuthe                                      |           |
| Dornbirn (DO) | Kompassrose, die auf Nachbargemeinden zeigt | Schnepfau |
|               | Damüls                                      | Au        |

## Geschichte

### Ortsgeschichte
Die Habsburger regierten die Orte in Vorarlberg wechselnd von Tirol und Vorderösterreich (Freiburg im Breisgau) aus. Von 1805 bis 1814 gehörte der Ort zu Bayern, dann wieder zu Österreich. Zum österreichischen Bundesland Vorarlberg gehört Mellau seit der Gründung 1861. 
1870 ereignete sich in Mellau ein Großbrand. Neben der Kirche, dem Pfarrhaus und der Schule wurden weitere 18 Häuser ein Raub der Flammen. 
1874 wurde im „Gasthof zum Bären“ für einige Jahrzehnte ein Stahlbad (eisenhaltige Heilquelle) eingerichtet.
Der Ort war 1945 bis 1955 Teil der französischen Besatzungszone in Österreich. Bei der Lawinenkatastrophe 1954 verloren in Mellau fünf Menschen ihr Leben. Das „Jahrhunderthochwasser“ im Jahr 2005 verursachte große Schäden. Dabei wurde im Gemeindegebiet von Mellau auch ein Haus von der Bregenzer Ach mitgerissen.
In Mellau wurde in der Weltcup-Saison 1986/87 (am 11. Jänner 1987) erstmals ein Weltcup-Slalom der Damen ausgetragen, welcher damals zusammen mit der am Vortag in Schwarzenberg ausgetragenen Spielmoosabfahrt auch zur Kombinationswertung zählte. 

### Bevölkerungsentwicklung
Im Jahr 2011 hatte Mellau 1314 Einwohner, bei einem Ausländeranteil von 9,4 %. Dabei verteilten sich die Einwohner auf 495 Privathaushalte, was eine durchschnittliche Haushaltsgröße von 2,65 Personen ergab. 17,4 % der Bevölkerung von Mellau war damals unter 15 Jahre, 15,7 % über 65.

## Kultur und Sehenswürdigkeiten

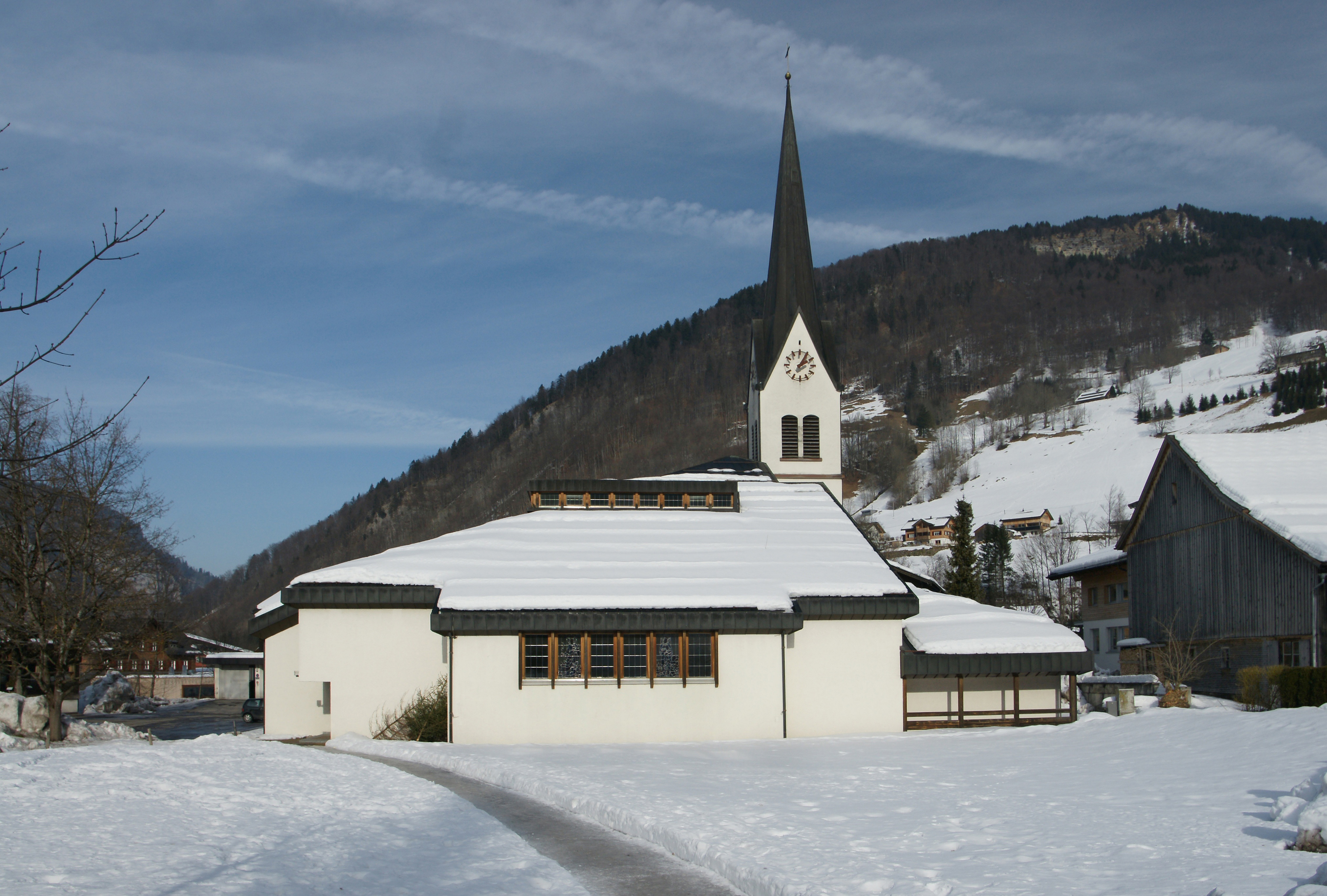
Pfarrkirche Mellau

- Katholische Pfarrkirche Mellau hl. Antonius
- Kapelle Dös
- Wasserfall Klaus

## Wirtschaft und Infrastruktur
In Mellau sind 85 Betriebe ansässig, die 583 Personen einen Arbeitsplatz bieten. Größter Arbeitgeber ist seit Jahren der international tätige Textilbetrieb Mellau Teppich. 13 der 30 größten Kommunalsteuerzahler kommen aus dem Tourismus, dem wichtigsten Wirtschaftszweig Mellaus. Zirka 40 Landwirte, davon 13 im Vollerwerb, sind hier tätig.

### Tourismus
Das 2009 zusammengeschlossene Skigebiet Damüls Mellau verbindet die zwei bestehenden Skigebiete von Mellau und Damüls durch eine Gondelbahn und einen Skitunnel. Es resultieren stetige Nächtigungszuwächse: Waren es 2008/2009 noch 125.572 Übernachtungen, konnte Mellau ein Jahr später – im ersten Jahr der Skigebietsverbindung – 145.668 Nächtigungen verzeichnen. Im Tourismusjahr 2012/2013 waren es schon 158.039.
Die Mellaubahn-Talstation liegt am südöstlichen Rand des Siedlungsgebietes von Mellau und der Ort ist auch Namensgeber für die Seilbahn.

### Bildung
Im Ort gibt es eine Volksschule mit 61 Schülern (Stand 2018/19). 
In Mellau gibt es zudem einen Kindergarten in einem ganz neuen modernen Gebäude. Früher war auch noch ein polytechnischer Lehrgang im Volksschulgebäude untergebracht.

## Politik

### Gemeindevertretung
In Vorarlberg wählen die Bürger alle fünf Jahre die Mitglieder der Gemeindevertretung durch Ankreuzen eines Listen-Wahlvorschlages bzw. durch Mehrheitswahl wenn kein Listenvorschlag vorliegt. Weiters den Bürgermeister durch Ankreuzen eines Wahlvorschlages.
Die Gemeindevertretung wählt in der konstituierenden Sitzung aus ihrer Mitte – sofern keine Wahl durch die Bürger zustande kam – gemäß § 61 Gemeindegesetz einen Bürgermeister und dann einen mindestens dreiköpfigen Gemeindevorstand. Die Zahl dieser „Gemeinderäte“ darf aber gemäß § 55 den vierten Teil der Zahl der Gemeindevertreter nicht übersteigen.
Der Bürgermeister führt den Vorsitz bei den generell öffentlichen Sitzungen der Gemeindevertretung, in denen kommunale Belange besprochen und Beschlüsse gefasst werden. Beobachter haben kein Mitspracherecht und kein Stimmrecht. Die Gemeindevertretung kann nach Bedarf Ausschüsse bestellen. Sitzungen des Gemeindevorstandes und der Ausschüsse sind nicht öffentlich.

#### Sitzverteilung nach den Wahlen
- Gemeindevertretungswahlen 1985: Allgemeine Bürgerliste 15.[7]
- Gemeindevertretungswahlen 1990: Allgemeine Bürgerliste 15.[8]
- Gemeindevertretungswahlen 1995: Allgemeine Bürgerliste Mellau 15.[9]
- Gemeindevertretungswahlen 2000: Allgemeine Bürgerliste Mellau 15.[10]
- Gemeindevertretungswahlen 2005: ABM - Allgemeine Bürgerliste Mellau 15.[11]
- Mangels wählbarer Listen erfolgten die Wahlen 2010 per Mehrheitswahl.[12]
- Gemeindevertretungswahlen 2015: Allgemeine Bürgerliste Mellau 15.[13]
- Mangels wählbarer Listen erfolgten die Wahlen 2020 und 2025 per Mehrheitswahl.[14][15]

### Bürgermeister
- 1945–1955 Anton Hänsler[16]
- 1955–1960 Josef Anton Kaufmann[16]
- 1960–1964 Wendelin Hager[16]
- 1964–1965 Anton Hänsler[16]
- 1965–1985 Walter Dietrich[16]
- 1985–1995 Otto Natter[16]
- 1995–2000 Hubert Hager[16]
- 2000–2005 Johann Dorner (ÖVP)[16]
- 2005–2015 Elisabeth Wicke (ÖVP)[16]
- seit 2015 Tobias Bischofberger (ÖVP)[17]

### Wappen
| Wappen von Mellau | Blasonierung: „In von Rot und Weiß gespaltenem Schild eine natürliche, entwurzelte Tanne im roten Feld und drei schwarze Kreuze, das mittlere die beiden anderen überhöhend, auf grünem Hügel im weißen Feld.“ |
| Wappen von Mellau | Wappenbegründung: Die entwurzelte Tanne symbolisiert die Zugehörigkeit zum Bregenzerwald, die drei schwarzen Kreuze erinnern an die Pest von 1635. Das Wappen der Gemeinde stammt aus einem Entwurf vom Mellauer Künstler Hubert Dietrich (1930–2006). Der Gemeinde wurde das Wappen am 12. Dezember 1962 von der Vorarlberger Landesregierung verliehen (AVLReg Ib-543/3-62). |

## Persönlichkeiten

### Ehrenbürger der Gemeinde
- 1956 Anton Hänsler (1896–1972), Altbürgermeister[20]
- 2000 Hermann Alge (1930–2009), Pfarrer, Er war beinahe 45 Jahre Priester in Mellau und damit der am längsten in der Pfarre Mellau amtierende Pfarrer. In seiner Zeit wurden Pfarrkirche und Pfarrhof neu erbaut.[21]

### Söhne und Töchter der Gemeinde
- Hermann Rützler (1883–1960), Fotograf und Autorennfahrer
- Klara Schwendinger (1918–2007), Mundartdichterin
- Hubert Dietrich (1930–2006), Maler und Gemälde-Restaurator
- Reinhard Haller (* 1951), Psychologe
- Günter Bischof (* 1953), österreichisch-amerikanischer Historiker und Universitätsprofessor
- Norbert Bischofberger (* 1956), Entwickler des Influenza-Therapeutikums Tamiflu
- Helmut Dietrich (* 1957), Architekt

### Personen mit Bezug zur Gemeinde
- Alexander Marent (* 1969), ehemaliger Skilangläufer und Olympiateilnehmer
- Christian Greber (* 1972), ehemaliger Skirennläufer und Olympiateilnehmer
- Bartholomäus Natter (* 1984), Trompeter vom Holstuonarmusigbigbandclub (Der Ortsname Mellau ist im Titel des Lieds Vo Mello bis ge Schoppornou enthalten)
- Andreas Broger (* 1984), Klarinettist und Saxophonist vom Holstuonarmusigbigbandclub
- Johannes Gasser (* 1991), Politiker (NEOS), Abgeordneter zum Vorarlberger Landtag (seit 2019)
- Patrick Feurstein (* 1996), Skirennläufer
- Lukas Feurstein (* 2001), Skirennläufer, Juniorenweltmeister 2021
- Noel Zwischenbrugger (* 2001), Skirennläufer